# 圣欧班代索尔莫
圣欧班德索尔莫（法語：Saint-Aubin-des-Ormeaux，法語發音：[sɛ̃.t‿obɛ̃ de.z‿ɔʁmo]）是法国卢瓦尔河地区大区旺代省的一个市镇，位于该省东北部，属于永河畔拉罗什区。

## 地理
圣欧班德索尔莫（46°59'29"N, 1°2'36"W）面积12.63 平方千米，位于法国卢瓦尔河地区大区旺代省，该省份为法国西部沿海省份，北起大西洋卢瓦尔省和曼恩-卢瓦尔省，西临大西洋，南至滨海夏朗德省，东部及东南部与德塞夫勒省接壤。
与圣欧班德索尔莫接壤的市镇（或旧市镇、城区）包括：塞夫尔河畔莫尔塔涅、圣马丹德蒂约勒、蒂福日、尚韦里、塞夫勒穆瓦讷。
圣欧班德索尔莫的时区为UTC+01:00、UTC+02:00（夏令时）。

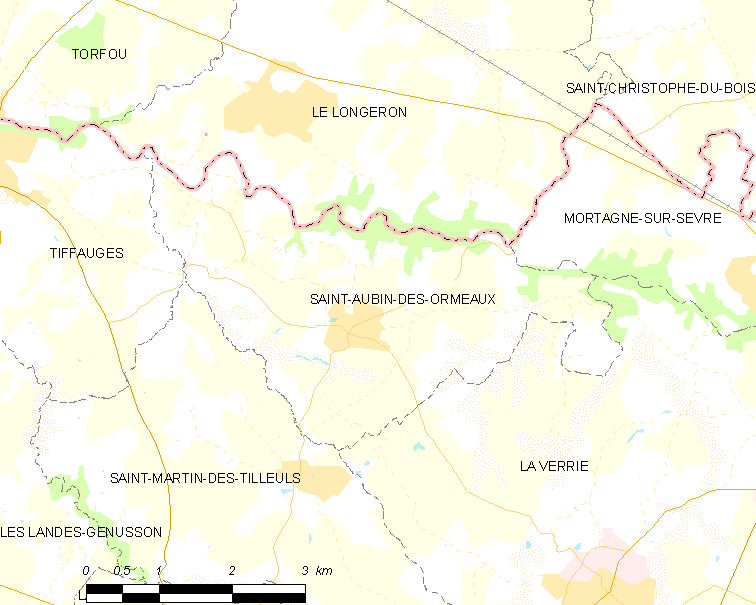
圣欧班德索尔莫的OSM定位图

## 行政
圣欧班德索尔莫的邮政编码为85130，INSEE市镇编码为85198。

## 政治
圣欧班德索尔莫所属的省级选区为塞夫尔河畔莫尔塔涅县。

## 人口

1962-2008年间圣欧班德索尔莫人口变化图示

圣欧班德索尔莫于2022年1月1日时的人口数量为1382人。